# Alain Decaux
Alain Decaux (Lilla, 23 de juliol de 1925 - París, 27 de març de 2016) va ser un historiador francès, divulgador de la història i membre de l'Acadèmia Francesa. Va col·laborar en nombrosos programes de ràdio i televisió sobre història, especialment en col·laboració amb el seu col·lega André Castelot, i també amb Jean Tulard i Marcel Jullian.

## Vida
Després d'anar a l'escola a Lille, al Lycée Faidherbe, i a París al Lycée Janson de Sailly, Decaux va estudiar dret a París. Va assistir a les conferències d'història a la Sorbona, en principi per interès personal. El 1946 va escriure el seu primer article de tema històric. El seu primer llibre, Louis XVII retrouvé (‘Lluís XVII redescobert’), el va publicar el 1947. Als 25 anys, va rebre un premi de l'Acadèmia Francesa pel seu segon treball Letizia.
Decaux va esdevenir un entusiasta dels mitjans audiovisuals i va fundar el 1951 amb André Castelot el programa setmanal de ràdio de difusió «La Tribune de l'Histoire» (‘La tribuna de la història’), que va ser un gran succés fins a la seva fi el 1997. El 1957 va iniciar amb Stellio Lorenzi i André Castelot el programa francès de televisió «La caméra explore le temps» (‘La càmera explora el temps'), que es va emetre fins a 1966. De 1969 a 1988 va presentar en diversos canals de televisió «Alain Decaux raconte» (‘Alain Decaux explica’), i més tard «Alain Decaux face a l'Histoire» (‘Alain Decaux cara a la història’). En aquestes emissions mensuals, una hora de durada, presentava un personatge o un gran esdeveniment de la història.
En paral·lel, va escriure molts llibres i articles. També va participar en la realització de diverses obres de teatre i projectes de cinema. De 1988 a 1991 fou ministre per a la Francofonia de la llengua francesa en el govern de Michel Rocard. De 1991 a 2000 va ocupar la presidència de l' Association française d'action artistique. Des de 1998, va ser president del grup que coordinava la conservació del castell de Chantilly.
El 15 febrer 1979 Alain Decaux va ser nomenat membre de l'Acadèmia Francesa i va ocupar el seient no. 9, com a successor de Jean Guéhenno.
El 2005 Decaux, amb Frédéric Beigbeder, Richard Millet i Jean-Pierre Thiollet, fou escriptor convidat a la Fira del Llibre a Beirut.

## Reconeixements
- 1979 Membre de l'Académie Française
- 1983 Nominació als premis César per l'adaptació de Les Misérables
- 1990 Membre d'honor de l'Acadèmia Romanesa
- 2005 Prix Saint-Simon
- 2013 Gran creu de la Légion d'honneur
- Comandant de l'Ordre des Arts et des Lettres
- Gran creu de l'Ordre national du Mérite

## Obres publicades
- Louis XVII retrouvé, Perrin, 1947
- Létizia. Napoléon et sa mère, Perrin, 1949
- La Conspiration du général Mallet, Perrin, 1952
- La Médaille militaire, Perrin, 1952
- La Castiglione, Dame de Cœur de l'Europe, Amiot et Dumont, 1953
- De l'Atlantide à Mayerling, Perrin, 1954
- La belle histoire de Versailles, Perrin, 1954
- Les grandes heures de Versailles, Perrin, 1954
- Cet autre Aiglon, le Prince impérial, Perrin, 1957
- L'Empire, l'amour et l'argent, Perrin, 1958
- Les Heures brillantes de la Côte d'Azur, Perrin, 1964
- Grands Mystères du passé, Perrin, 1964
- Grands secrets, grandes énigmes, Perrin, 1966
- Nouveaux dossiers secrets de l'Histoire, Perrin, 1967
- Les Rosenberg ne doivent pas mourir, Perrin, 1968
- Grandes aventures de l'Histoire, Perrin, 1968
- Le Livre de la famille impériale, Perrin, 1969
- La Belle Histoire des marchands de Paris, Perrin, 1971
- Histoire des Françaises, 2 voll., Perrin, 1972
- Les Face à Face de l'Histoire, Perrin, 1977
- Danton et Robespierre, Perrin, 1979
- L'Histoire en question, 2 voll., Perrin, 1982-83
- Un homme nommé Jésus, Perrin, 1983
- Victor Hugo, Perrin, 1984
- Les Assassins, Perrin, 1986
- Destin fabuleux, Perrin, 1987
- Alain Decaux raconte l'Histoire de France aux enfants, Perrin, 1987 (n. ed. 1995)
- Alain Decaux raconte la Révolution française aux enfants, Perrin, 1988 (n. ed. 2001)
- Alain Decaux raconte Jésus aux enfants, Perrin, 1991
- Jésus était son nom, Perrin, 1991
- Le Tapis rouge, Perrin, 1992
- Mille neuf cent quarante quatre, Perrin, 1993
- Histoires extraordinaires, Perrin, 1993
- Nouvelles histoires extraordinaires, Perrin, 1994
- Alain Decaux raconte la Bible aux enfants, Perrin, 1996
- L'Abdication, Perrin, 1996
- C'était le XXe siècle (4 tomi), Perrin et Pocket

1. De la Belle Époque aux Années folles, 1996
2. La Course à l'abîme, 1997
3. La Guerre absolue, 1998
4. De Staline à Kennedy, 1999

- Morts pour Vichy, Perrin, 2000
- L'Avorton de Dieu. Une vie de Saint Paul, Perrin, 2002
- Tous les personnages sont vrais, Perrin, 2005
- La Révolution de la Croix: Néron et les chrétiens, Perrin, 2007
- Coup d'État à l'Élysée, Perrin, 2008

## Emissions radiofòniques
- 1951-1997. La Tribune de l'Histoire (en col·laboració amb André Castelot i Jean-Claude Colin-Simard, més tard amb Jean-François Chiappe).
- 1961. Les Grandes Heures des châteaux de France (en col·laboració amb Jean-François Chiappe).
- 1962. Secrets d'État (en col·laboració amb Jean-François Chiappe).
- 1964. L'Heure de la chance (en col·laboració amb André Castelot i Jean-François Chiappe).
- 1975-1976. Histoire des Françaises.

## Emissions televisives
- 1956-1957. Énigmes de l'Histoire (en col·laboració amb Stellio Lorenzi i André Castelot).
- 1957-1966. La caméra explore le temps (en col·laboració amb Stellio Lorenzi i André Castelot).
- 1969-1981. Alain Decaux raconte.
- 1981-1985. L'Histoire en question.
- 1985-1987. Le Dossier d'Alain Decaux.
- 1987-1988. Alain Decaux face à l'Histoire.
- 1994. Alain Decaux raconte le Débarquement et la Libération.